# 科菲县 (亚拉巴马州)
科菲县（英語：Coffee County）是位于美国亚拉巴马州南部的一个县，县治厄尔巴。根据美国人口普查局2020年统计，共有人口53,465人；其中白人約占77.11%、非裔占18.37%。